# Muhamed Demiri
Muhamed Demiri (ur. 20 listopada 1985 w Bernie) – macedoński piłkarz występujący na pozycji pomocnika. Zawodnik szwajcarskiego klubu FC Sankt Gallen, do którego trafił w 2013 roku. W reprezentacji Macedonii zadebiutował w 2010 roku. Do 10 sierpnia 2013 roku rozegrał w niej 19 meczów.